# Liber pontificalis
Liber pontificalis је попис римских папа од велике важности за рану средњовековну историју, мада нема увек једнаку историјску вредност.
Ради се о књизи која садржи кратке биографске белешке о папама, од почетка па до 9. века, хронолошки поређане. За свакога папу забележено је време колико је трајао његов понтификат (из чега се може дознати приближан датум почетка и краја службе појединог папе), место рођења, породично порекло, римски цареви који су му били савременици, грађевински захвати (особито градње римских цркава), ређења, важније одлуке, место покопа, те време упражњеног престола до избора следећег папе.
Начин на који је ова колекција настала, често у великом временском одмаку и без правог историјског интереса, умањује њезину вредност као историјског документа. Ипак, она нам, на пример, говори што се у 5. веку знало о претходним папама и раној Цркви. Кад говори о папама од 4. века надаље, колекција је веродостојнија. Од 7. века до понтификата Хадријана II Liber pontificalis писали су савременици појединих папа, па за тај период он представља прворазредан историјски извор. Од 11. до 15. века квалитет ове збирке веома варира.